# 심곡천 (경상북도)
심곡천(深谷川)은 경상북도 경주시 서면 도리 인내산에서 발원하여 대천으로 흘러드는 지방하천이다. 상습 침수 지역이었으나, 2016년에 약 2 km 구간에 정비 공사를 진행하였다.